# Apotolamprus ambohitsitondronensis
Apotolamprus ambohitsitondronensis är en skalbaggsart som beskrevs av Lebis 1953. Apotolamprus ambohitsitondronensis ingår i släktet Apotolamprus och familjen bladhorningar. Inga underarter finns listade i Catalogue of Life.